# 小阿拉布希农村居民点
小阿拉布希农村居民点（俄语：Малоалабухское сельское поселение）是俄罗斯联邦沃罗涅日州格里巴诺夫斯基区所属的一个农村居民点。其下辖有4个居民点，行政中心为第一小阿拉布希。据2016年统计，该农村居民点的人口为1152人。